# تعبير مجازي
تعبير مجازي هو عبارة عن رموز وكلمات تشبيهية - غير صحيحة حَرفيا - لوصف وضعية ما بصيغة مجازية في لغة محددة، لا يجب محاولة فهمها حرفيا. توجد التعابير المجازية في كل لغات العالم.

## أمثلة
مثل هذه التعابير:
- رأسي ينفجر من الألم
- أطير فرحاً
- جناح الذل
- فلان يشار إليه بالبنان
- بكت السماء
- لم أنبس ببنت شفة
- الجمل سفينة الصحراء
- لغة الضاد
- عروس السماء
- ابنة اليم (السفينة)
- الكتاب خير صديق
- يقتل الأولاد الوقت باللعب
- اشتعل الرأس شيبا

## هامش
1. ↑  القاموس التحويلي والتعابير المجازية نسخة محفوظة 6 أغسطس 2011 على موقع واي باك مشين.